# قودة (أفلح الشام)

تعديل مصدري - تعديل

قودة هي إحدى قرى عزلة بني حربي بمديرية أفلح الشام التابعة لمحافظة حجة، بلغ تعداد سكانها 855 نسمة حسب تعداد اليمن لعام 2004.